# Las máscaras de Dios
Las máscaras de Dios (en inglés The Masks of God) es una obra en cuatro volúmenes escrita entre 1959 y 1968 por el mitólogo, escritor y profesor estadounidense Joseph Campbell incluida en su Obra completa. El título alude a la consideración del autor de que las religiones y mitologías son metáforas de Dios.

## Contenido
La obra es un estudio comparativo de las mitologías del mundo desde el que se confirma la idea central expresada por Campbell de la unidad de la raza humana en su historia biológica y espiritual.

El estudio comparativo de las mitologías del mundo nos hace ver la historia cultural de la humanidad como una unidad, pues encontramos que temas tales como el robo del fuego, el diluvio, el mundo de los muertos, el nacimiento de la madre virgen y el héroe resucitado se encuentran en todas las partes del mundo, apareciendo por doquier en nuevas combinaciones, mientras permanecen, como los elementos de un calidoscopio, sólo unos pocos y siempre los mismos. Aún no se ha encontrado una sociedad humana en la que tales motivos mitológicos no se hayan puesto en práctica en las liturgias, no hayan sido interpretados por profetas, poetas, teólogos o filósofos, presentados en el arte, magnificados en la canción y experimentados por medio del éxtasis en visiones enaltecedoras de la vida.
Las máscaras de Dios. Mitología primitiva

Una comparación honesta revela inmediatamente que temas diversos aparecidos en todas partes del mundo provienen de un único fondo de motivos mitológicos, seleccionados, organizados, interpretados y ritualizados de diversas formas de acuerdo con las necesidades locales, pero reverenciados por todos los pueblos de la tierra.

### Estructura
Obra monumental de más de 2.600 páginas, cuya redacción llevó al autor más de una década, cubre desde los inicios de la especie humana hasta el segundo tercio del siglo XX.
La componen cuatro volúmenes cuyos títulos son los siguientes:
1. Mitología primitiva
2. Mitología oriental
3. Mitología occidental
4. Mitología creativa

## Edición en castellano
- Campbell, Joseph (2017/2018). Las máscaras de Dios. Obra completa en cuatro volúmenes. Colección Memoria mundi, cartoné. Vilaür: Ediciones Atalanta. ISBN 978-84-947297-7-5.

1. Volumen I: Mitología primitiva. Traducción Isabel Cardona, revisión Sydney Yeager, Andrew Gurevich y Santiago Celaya, 704 páginas (Cuarta edición). 2017. ISBN 978-84-946136-3-0.
2. Volumen II: Mitología oriental. Traducción Belén Urrutia, revisión Santiago Celaya, 752 páginas (Tercera edición). 2017. ISBN 978-84-946136-9-2.
3. Volumen III: Mitología occidental. Traducción Isabel Cardona, revisión Santiago Celaya, 744 páginas (Tercera edición). 2018. ISBN 978-84-947297-4-4.
4. Volumen IV: Mitología creativa. Traducción Belén Urrutia, revisión Santiago Celaya, 988 páginas (Tercera edición). 2018. ISBN 978-84-947297-9-9.

- Campbell, Joseph (1991/1992). Las máscaras de Dios. Obra completa en cuatro volúmenes (descatalogada). Traducción Isabel Cardona Volúmenes I: Mitología primitiva y III: Mitología occidental (ISBN 978-84-206-9621-8/ISBN 978-84-206-9623-2) y Belén Urrutia Volúmenes II: Mitología oriental y IV: Mitología creativa (ISBN 978-84-206-9622-5/ISBN 978-84-206-9624-9). Madrid: Alianza Editorial. ISBN 978-84-206-9620-1.

- Datos: Q25976413
- Multimedia: The Masks of God / Q25976413